# Rally México de 2013
El Rally México de 2013, oficialmente 10.º Rally Guanajuato México, fue la tercera ronda de la temporada 2013 del Campeonato Mundial de Rally. Se celebró del 7 al 10 de marzo y contó con un itinerario de veintitrés tramos sobre tierra con un total de 394,88 km cronometrados.

## Novedades
La prueba contó con dos nuevos tramos especiales. El primero será en el Parque Guanajuato Bicentenario, con una extensión de 2,16 km. El segundo, llamado El Chocolate en honor a una población homónima unicada a la mitad del tramo, tendrá una extensión de 30,57 km. Adicionalmente fueron reducidos los tramos de enlace quince por ciento en relación con la temporada anterior, lo que redujo su ratio a un treinta y ocho por ciento del total de 631 km, haciendo que esta prueba sea considerada según sus organizadores, la más compacta y eficiente en la historia de los rallies.

## Itinerario
| Día              | Tramo | Hora  | Tramo                           | Distancia | Ganador          | Tiempo  | Vel. media  | Líder rally      |
| ---------------- | ----- | ----- | ------------------------------- | --------- | ---------------- | ------- | ----------- | ---------------- |
| Día 1 jueves 7   | SS1   | 20:09 | Monster Street Stage Guanajuato | 1.05 km   | Thierry Neuville | 0:53.7  | 70.4 km/h   | Thierry Neuville |
| Día 1 jueves 7   | SS2   | 20:47 | Parque Bicentenario             | 2.60 km   | Sébastien Ogier  | 2:25.3  | 64.4 km/h   | Sébastien Ogier  |
| Día 2 viernes 8  | SS3   | 07:23 | El Cubilete 1                   | 21.91 km  | Sébastien Ogier  | 12:50.7 | 102.34 km/h | Sébastien Ogier  |
| Día 2 viernes 8  | SS4   | 08:11 | Las Minas 1                     | 15.31 km  | Mads Østberg     | 11:18.4 | 81.24 km/h  | Mads Østberg     |
| Día 2 viernes 8  | SS5   | 08:52 | Los Mexicanos 1                 | 9.76 km   | Mads Østberg     | 7:44.0  | 75.72 km/h  | Mads Østberg     |
| Día 2 viernes 8  | SS6   | 09:35 | El Chocolate 1                  | 30.57 km  | Sébastien Ogier  | 23:28.8 | 78.11 km/h  | Sébastien Ogier  |
| Día 2 viernes 8  | SS7   | 11:38 | Street Stage León 1             | 1.23 km   | Sébastien Ogier  | 1:15.6  | 58.57 km/h  | Sébastien Ogier  |
| Día 2 viernes 8  | SS8   | 13:33 | El Cubilete 2                   | 21.91 km  | Sébastien Ogier  | 12:43.9 | 103.25 km/h | Sébastien Ogier  |
| Día 2 viernes 8  | SS9   | 14:21 | Las Minas 2                     | 15.31 km  | Mads Østberg     | 11:07.5 | 82.57 km/h  | Sébastien Ogier  |
| Día 2 viernes 8  | SS10  | 15:02 | Los Mexicanos 2                 | 9.76 km   | Mads Østberg     | 7:37.6  | 76.78 km/h  | Sébastien Ogier  |
| Día 2 viernes 8  | SS11  | 14:45 | El Chocolate 2                  | 30.57 km  | Sébastien Ogier  | 22:54.6 | 80.06 km/h  | Sébastien Ogier  |
| Día 2 viernes 8  | SS12  | 18:00 | Super Special 1                 | 2.21 km   | Sébastien Ogier  | 1:37.7  | 81.43 km/h  | Sébastien Ogier  |
| Día 2 viernes 8  | SS13  | 18:45 | Super Special 2                 | 2.21 km   | Sébastien Ogier  | 1:35.5  | 83.30 km/h  | Sébastien Ogier  |
| Día 3 sábado 9   | SS14  | 08:58 | Ibarrilla 1                     | 30.04 km  | Sébastien Ogier  | 17:49.8 | 101.09 km/h | Sébastien Ogier  |
| Día 3 sábado 9   | SS15  | 10:16 | Otates 1                        | 42.17 km  | Sébastien Ogier  | 30:21.4 | 83.35 km/h  | Sébastien Ogier  |
| Día 3 sábado 9   | SS16  | 11:59 | Street Stage León 2             | 1.23 km   | Mikko Hirvonen   | 1:15.8  | 58.42 km/h  | Sébastien Ogier  |
| Día 3 sábado 9   | SS17  | 14:04 | Ibarrilla 2                     | 30.04 km  | Sébastien Ogier  | 17:40.3 | 101.99 km/h | Sébastien Ogier  |
| Día 3 sábado 9   | SS18  | 15:22 | Otates 2                        | 42.17 km  | Sébastien Ogier  | 29:55.4 | 84.56 km/h  | Sébastien Ogier  |
| Día 3 sábado 9   | SS19  | 17:12 | Super Special 3                 | 2.21 km   | Sébastien Ogier  | 1:37.4  | 81.68 km/h  | Sébastien Ogier  |
| Día 3 sábado 9   | SS20  | 17:17 | Super Special 4                 | 2.21 km   | Sébastien Ogier  | 1:35.0  | 83.75 km/h  | Sébastien Ogier  |
| Día 4 domingo 10 | SS21  | 08:58 | Guanajuatito                    | 54.85 km  | Mikko Hirvonen   | 35:58.4 | 91.48 km/h  | Sébastien Ogier  |
| Día 4 domingo 10 | SS22  | 10:31 | Derramadero Power Stage         | 21.14 km  | Sébastien Ogier  | 13:00.5 | 97.51 km/h  | Sébastien Ogier  |
| Día 4 domingo 10 | SS23  | 11:46 | Super Special 5                 | 4.42 km   | Dani Sordo       | 3:10.0  | 83.75 km/h  | Sébastien Ogier  |

## Clasificación final
| Pos.    | Piloto              | Copiloto             | Automóvil                      | Tiempo    | Diferencia | Puntos |     |     |     |
| WRC     | WRC                 | WRC                  | WRC                            | WRC       | WRC        | WRC    | WRC | WRC | WRC |
| ------- | ------------------- | -------------------- | ------------------------------ | --------- | ---------- | ------ | --- | --- | --- |
| 1       | Sébastien Ogier     | Julien Ingrassia     | Volkswagen Polo R WRC          | 4:30:31.2 | 0.0        | 25+3   |     |     |     |
| 2       | Mikko Hirvonen      | Jarmo Lehtinen       | Citroën DS3 WRC                | 4:33:58.0 | +3:26.8    | 18     |     |     |     |
| 3       | Thierry Neuville    | Nicolas Gilsoul      | Ford Fiesta RS WRC             | 4:34:50.8 | +4:19.6    | 15     |     |     |     |
| 4       | Dani Sordo          | Carlos del Barrio    | Citroën DS3 WRC                | 4:36:33.7 | +6:02.5    | 12     |     |     |     |
| 5       | Nasser Al-Attiyah   | Giovanni Bernacchini | Ford Fiesta RS WRC             | 4:39:01.6 | +8:30.4    | 10     |     |     |     |
| 6       | Chris Atkinson      | Stéphane Prévot      | Citroën DS3 WRC                | 4:41:55.0 | +11:23.8   | 8      |     |     |     |
| 7       | Ken Block           | Alex Gelsomino       | Ford Fiesta RS WRC             | 4:42:15.3 | +11:44.1   | 6      |     |     |     |
| 8       | Benito Guerra Jr.   | Borja Rozada         | Citroën DS3 WRC                | 4:43:12.3 | +12:41.1   | 4      |     |     |     |
| 9       | Martin Prokop       | Michal Ernst         | Ford Fiesta RS WRC             | 4:44:56.0 | +14:24.8   | 2      |     |     |     |
| 10      | Evgeny Novikov      | Ilka Minor           | Ford Fiesta RS WRC             | 4:47:42.3 | +17:11.1   | 1      |     |     |     |
| 11      | Mads Østberg        | Jonas Andersson      | Ford Fiesta RS WRC             | 4:57:07.4 | +26:36.2   | 2      |     |     |     |
| 16      | Jari-Matti Latvala  | Miikka Anttila       | Volkswagen Polo R WRC          | 5:25:20.3 | +54:49.1   | 1      |     |     |     |
| WRC-2   |                     |                      |                                |           |            |        |     |     |     |
| 1 (12.) | Abdulaziz Al-Kuwari | Killian Duffy        | Ford Fiesta RRC                | 5:01:10.3 | 0.0        | 25     |     |     |     |
| 2 (13.) | Nicolás Fuchs       | Fernando Mussano     | Mitsubishi Lancer Evolution IX | 5:10:25.7 | +9:15.4    | 18     |     |     |     |
| 3 (14.) | Ricardo Triviño     | Álex Haro            | Mitsubishi Lancer Evolution X  | 5:18:44.5 | +17:34.2   | 15     |     |     |     |
| 4 (17.) | Armin Kremer        | Klaus Wicha          | Subaru Impreza WRX STi         | 5:49:13.1 | +48:02.8   | 12     |     |     |     |
| 5 (18.) | Yuriy Protasov      | Kuldar Sikk          | Subaru Impreza STi R4          | 5:57:12.3 | +56:02.0   | 10     |     |     |     |